# Остерман, Иван Андреевич
Граф Ива́н Андре́евич Остерма́н (23 апреля [4 мая] 1725 — 18 [30] апреля 1811) — русский дипломат, занимавший с 1775 года пост вице-канцлера, а с ноября 1796 по апрель 1797 года — канцлера Российской империи. В 1784—1788 годах возглавлял Вольное экономическое общество.

## Биография
Младший сын вице-канцлера графа Андрея Ивановича Остермана и Марфы Стрешневой. Брат Фёдора Остермана (1723—1804).
Службу начал в гвардии и в 1741 году был капитаном лейб-гвардии Преображенского полка. Опала, постигшая его отца со вступлением на престол императрицы Елизаветы, отразилась и на его детях. Иван Андреевич был переведён тем же чином из гвардии в армию, однако был отпущен за границу, когда стало известно, что его отец успел перевести свои капиталы в голландский банк с непременным условием выдать их лично либо ему самому, либо сыну:

Партия, возведшая на престол императрицу Елисавету, узнав об этой предосторожности, решилась, вместо того, чтоб сослать в Сибирь сына вместе с отцом, выказать притворную умеренность, и выхлопотала ныне здравствующему графу Остерману паспорт, необходимый для поездки в Голландию по его делам; но вместе с тем послано было русскому министру при Генеральных штатах приказание уловить минуту, когда он получит свои деньги и, арестовав его под каким-нибудь благовидным предлогом, выслать в Россию вместе с его деньгами.

Русский посланник, возмущённый этим, посоветовал молодому Остерману продолжить заграничное путешествие, не добиваясь выдачи капиталов. Тот имел время объехать почти всю Европу, изучил несколько языков и существенно пополнил своё образование.

### Посол в Швеции
Когда вражда против Остерманов в Петербурге рассеялась, графу Ивану удалось вновь поступить на службу. В 1757 году он был определён кавалером посольства в Париж, где пробыл два года. В 1760 г. занял место Н. И. Панина при стокгольмском дворе, со званием чрезвычайного посланника и полномочного министра. Служба Остермана послом в Стокгольме пришлась на длительный период жёсткого российско-шведского политического противостояния, не раз доходившего до начала подготовки к войне, однако под руководством Екатерины II и графа Н. И. Панина Остерману удалось всякий раз смягчать остроту конфликта.
В Стокгольме тайному советнику Остерману пришлось бороться главным образом с влиянием французского министерства иностранных дел, желавшего склонить молодого шведского короля Густава III к нарушению конституции и введению в Швеции абсолютизма. Молодой и честолюбивый Густав, склоняясь на предложения французского правительства, начал поступать самовластно и уже готовил разрыв северного альянса.
Остерману предстояла трудная задача предотвратить готовившийся конфликт, и он преуспел в этом, сумев заслужить доверие и расположение Густава III. В конце 1772 года он дал понять королю, как опасна была бы для него война с Россией. В течение 14-летнего своего пребывания в Швеции граф Остерман имел значительное влияние на дела и не раз помогал своими советами королю, который сам засвидетельствовал это в своём письме графу от 28 декабря 1774 года:
Дружбу и доверие, ненарушимо царствовавшие между мной и Вашим двором, я приписываю Вашим благим намерениям. Вы можете быть уверены в моём к Вам уважении, равно как и в том участии, какое всегда принимать буду во всём, что будет касаться до Вас лично.
«Обстоятельные и красноречивые донесения» Остермана из Швеции обратили на себя внимание Екатерины II, которая наградила его «за патриотическое усердие, искусство и прозорливость» орденом св. Александра Невского. По этим депешам у императрицы составилось самое выгодное мнение о способностях Остермана, хотя со временем выяснилось, что в составлении депеш ему помогал «один шведский сенатор, человек замечательного ума и вполне преданный России».
Принимал участие в процедуре коронации Густава III.

### Глава русской дипломатии
В августе 1774 года Остерман был отозван в Петербург и, по увольнении вице-канцлера князя А. М. Голицына (в апреле 1775 г.), занял его место. В июне 1781 года граф Остерман был произведён в действительные тайные советники и пожалован в звание сенатора, в следующем году награждён орденом св. Владимира 1-й степени, а после смерти Н. И. Панина назначен в 1783 году главноначальствующим над коллегией иностранных дел.
В помощники ему были назначены П. В. Бакунин и А. А. Безбородко, причём последний со временем фактически забрал в свои руки всё управление коллегией, оставив графу представительство на дипломатических приёмах и наружный почёт. Императрица это распределение ролей, по-видимому, одобряла, ибо была невысокого мнения о дипломатических способностях вице-канцлера. Со слов современника,

Если вице-канцлер неспособен выйти из такого незавидного состояния, то по крайней мере достаточно умён, чтоб понимать всю его неловкость. Он сетует об этом и оскорбляется настолько, что не может скрывать своего огорчения.
По вступлении на престол императора Павла I граф Остерман, номинально бывший в течение 23 лет руководителем внешней политики, сделал попытку играть первую роль и в действительности. Он был возведён 9 ноября 1796 года в звание государственного канцлера, но тут, по замечанию Безбородко, «вышли недоразумения, которые старику не в лучшее обратились». Уже в следующем году, ссылаясь на старость и «болезненные припадки», он испросил себе увольнение. 21 апреля 1797 года состоялся Высочайший указ об отставке Остермана, причём он был уволен «с полным трактаментом» и, кроме того, с подарком серебряного сервиза. Другой награды ему не дали, так как он имел уже все ордена до св. Андрея Первозванного (с 1784 г.) включительно.
За время управления И. А. Остермана иностранными делами было заключено много важных договоров, как то: торговый трактат между Россией и Портой (1783), трактат с Францией о дружбе, торговле и мореплавании (1786), такой же трактат между Россией и Англией, союзный и оборонительный договор между российской императрицей и английским королём (1795), конвенция об окончательном разделе Польши и др.
По единогласному утверждению современников, в большинстве случаев не Остерману принадлежала инициатива, разработка и проведение тех или других государственных предприятий. Прекрасно умевший держать себя на дипломатических приёмах, граф Остерман не был способен к самостоятельной деятельности. Реальное ведение дел осуществляли Безбородко, Морков, Ростопчин и другие лица. «Беда была, — говорит про Остермана граф Безбородко, — когда он за руль брался — худо правил». Иностранные дипломаты не щадят в своих донесениях Остермана — «личность совершенно ничтожную», «автомата», «соломенную голову».

## Жизнь в отставке
Переселившись, как и многие другие екатерининские старики, после отставки в Москву, граф И. А. Остерман прожил там ещё 14 лет и умер 18 апреля 1811 года. Высокий и худой, важный на вид, с длинной тростью, в старинном костюме екатерининского времени, Остерман пользовался за свою прямоту и честность уважением москвичей и удостаивался посещений императора Александра I. В феврале 1806 года приезжая англичанка описывала экс-канцлера как «расфуфыренный призрак екатерининской эпохи»:

Ордена св. Георгия, св. Александра Невского, св. Владимира висят на нём на красных, голубых и разноцветных лентах. Ему 83 года; его старые кости дребезжат в карете, запряжённой восьмеркой лошадей. За обедом знатные люди стоят позади его стула. Граф Остерман живёт по такому этикету, который полагался ему в дни его фавора.
Много лет спустя М. И. Пыляев писал, что Остерман жил в Москве «хлебосольно и открытым домом… Приезжающих к нему на обед, особенно по воскресеньям, иногда было до ста и более персон обоего пола. Граф почти девяностолетним стариком сохранял здоровье и полную память о прошлом. Хлебосольство его теперь покажется почти сказочным». В старости Остерман вёл переписку с митрополитом Платоном, который писал в виде уроков для него и его брата Фёдора свои поучения. Похоронен в своём майоратном имении — селе Красном Рязанской губернии.

## Брак и дети
Жена (с 09.02.1778) — Александра Ивановна Талызина (1745—1793), дочь адмирала И. Л. Талызина. Венчались в соборе Св. Исаакия Далматского, поручителями были Л. И. Талызин, князь М. М. Щербатов и М. Г. Спиридов. Детей в браке они не имели. Титул и фамилия графа Остерман, указом Екатерины II 1796 года, была передана внуку его сестры Анны, Александру Ивановичу Толстому, который вместе с фамилией унаследовал и подмосковную усадьбу Ильинское.

## Награды
Остерман был награждён всеми высшими орденами Российской империи, а именно:
- Орден Святой Анны (5 декабря 1764),
- Орден Святого Александра Невского (9 марта 1772),
- Орден Святого Владимира I степени (1782),
- Орден Святого апостола Андрея Первозванного (2 февраля 1784).